# El Oueldja
Pour les articles homonymes, voir El Ouldja.
El Oueldja, Taghzout en tachaouit,  est une commune de la wilaya de Khenchela en Algérie. L'oasis est connue pour ses dattes et son huile d'olive. Plusieurs familles de diverses tribus y cohabitent, dont la tribu historique des Aït Imloul. Avant leur expulsion par la France en 1956, les Aït Imloul de Taghzout partageaient leur existence entre l'oasis et leurs terres agricoles de  Lamsara (Lamserth, en tachaouit). 